# Ano Internacional das Ciências Básicas para o Desenvolvimento Sustentável

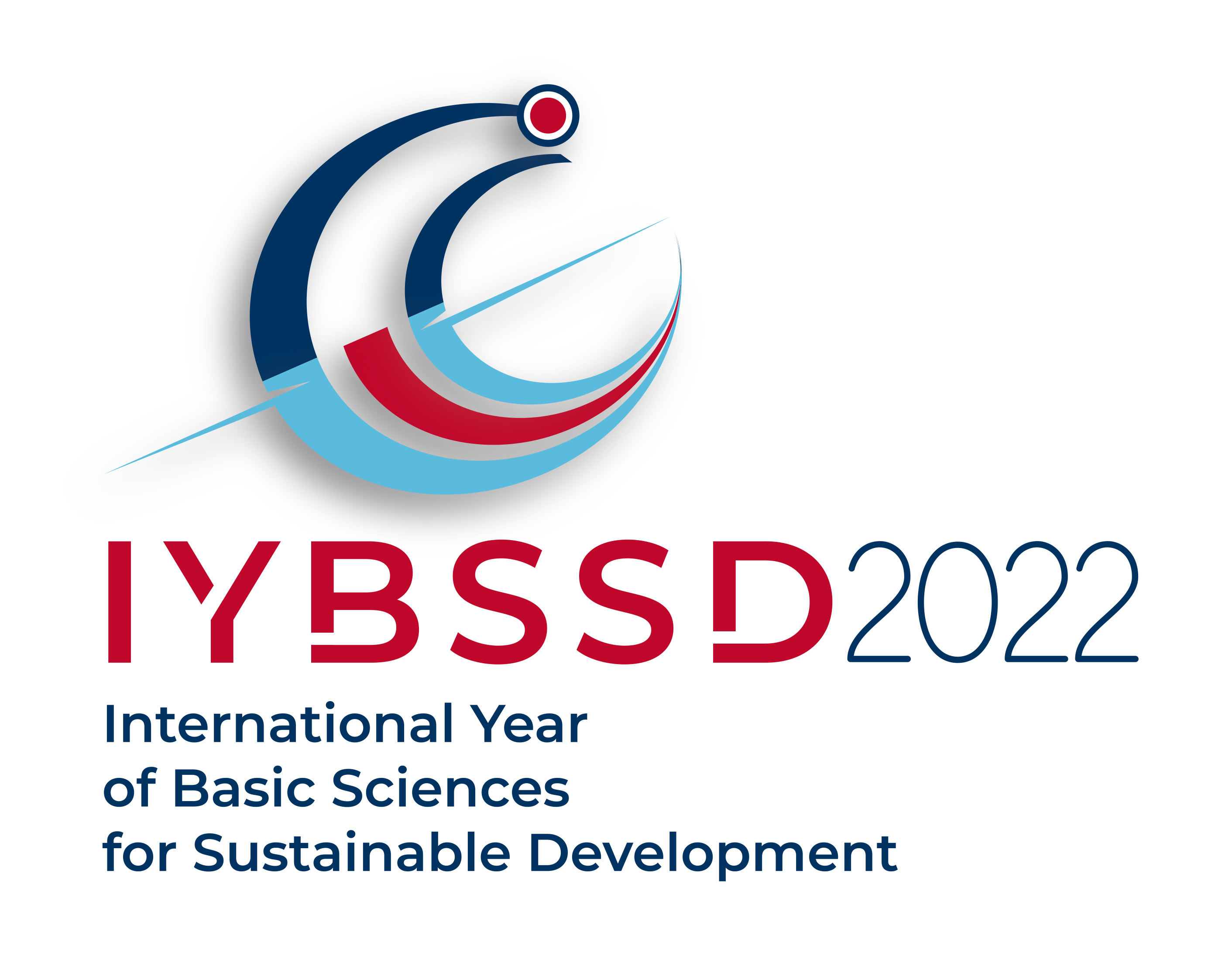
Logotipo do Ano Internacional das Ciências Básicas para o Desenvolvimento Sustentável

O Ano Internacional das Ciências Básicas para o Desenvolvimento Sustentável será celebrado ao longo de 2022 por decisão da Assembleia Geral das Nações Unidas em reconhecimento ao alto valor das ciências básicas para a humanidade, considerando que elevar a  conscientização global e a educação nas ciências básicas é vital para se atingir um desenvolvimento sustentável e melhorar a qualidade de vida das pessoas em todo o mundo.

## Histórico
A resolução publicada pela Assembleia Geral das Nações Unidas enfatiza que as aplicações das ciências básicas são vitais para os avanços na medicina, indústria, agricultura, recursos hídricos, planejamento energético, meio ambiente, comunicações e cultura. O documento aponta ainda que as ciências básicas e as tecnologias emergentes respondem às necessidades da humanidade ao proverem acesso à informação e melhorarem as condições de saúde e bem-estar das pessoas, comunidades e sociedades. O texto da resolução também destaca a importância das ciências básicas para promover o pensamento racional e inovador em uma sociedade baseada no conhecimento, e lembra que em 2022 será comemorado o centenário da União Internacional de Física Pura e Aplicada.
Ao fazer a declaração formal do ano internacional, a Assembleia Geral das Nações Unidas convidou a Organização das Nações Unidas para a Educação, a Ciência e a Cultura a organizar atividades a serem realizadas ao longo do ano, em colaboração com outras entidades das Nações Unidas e com organizações científicas internacionais governamentais e não governamentais.
A abertura oficial foi realizada no dia 8 de junho de 2022 em Paris e o encerramento está previsto para junho de 2023. Todo conteúdo produzido por eventos, programas e iniciativas vinculados ao ano internacional será compartilhado sob uma licença CC BY-NC-SA 4.0.